# Rigole

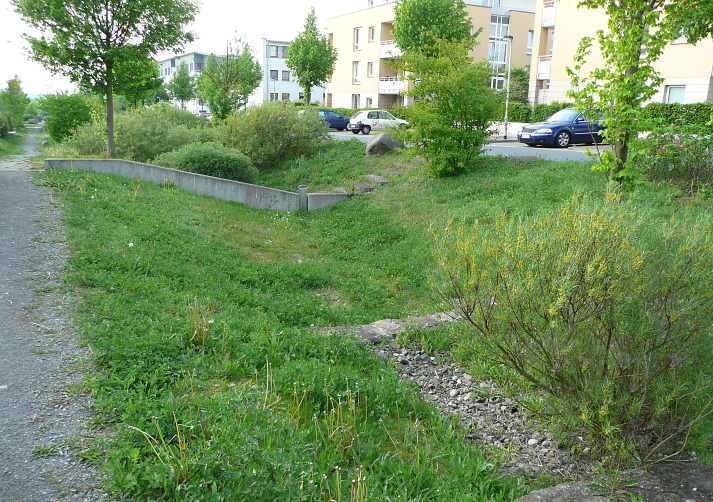
Mulden-Rigolen-System in der EXPO-Siedlung am Kronsberg in Hannover

Eine Rigole (von französisch rigole = Rinne) ist ein unter der Erdoberfläche angeordneter Pufferspeicher, der eingeleitetes Regenwasser aufnehmen kann, um es zu versickern. Dazu ist eine Rigole mit Kies oder anderen, kontakterosionssicher abgestuften Materialien ausgefüllt. Eine Rigole kann ebenso aus Fertigteilen, z. B. aus Kunststoff, hergestellt werden. Sie kann ferner mit oberirdisch angelegten Mulden in einem Mulden-Rigolen-System verbunden sein.

## Allgemeines
Rigolen dienen der Versickerung von Niederschlagswasser insbesondere bei wenig durchlässigen Böden. Sie zeichnen sich durch eine gute Rückhaltewirkung und, wegen ihrer unterirdischen Lage, geringen Flächenbedarf aus. 
Für die Anlage einer Rigole wird in der Regel ein Graben ausgehoben, welcher mit einem Schüttmaterial mit möglichst viel Porenvolumen aufgefüllt wird. Anschließend kann das Niederschlagswasser dort eingeleitet werden. Das Wasser wird im Porenvolumen des Rigolenkörpers zwischengespeichert und versickert in den nächsten Stunden oder Tagen durch Sohle und Wandung in den Untergrund. Die Größe der Rigole ist abhängig von der zu erwartenden Niederschlagsmenge, der Durchlässigkeit des anstehenden Bodens und dem Porenvolumen des verwendeten Schüttmaterials. Für diesen Rigolenkörper wird vorrangig möglichst grober Kies verwendet; in neuerer Zeit werden auch Kunststoffkörper eingesetzt.
Rigolen können sich über die Jahre zusetzen. Einerseits kann es passieren, dass das Porenvolumen sich über die Jahre mit eingebrachten Partikeln auffüllt und die Speicherwirkung reduziert. Andererseits kann es auch passieren, dass sich die Wandungen zum anstehenden Boden mit wenig durchlässigem Material zusetzen. Den Effekt kann man minimieren, in dem nur möglichst sauberes, gegebenenfalls vorgereinigtes Wasser eingeleitet wird. Auch kann eine Einleitung über die Oberfläche das Wasser grob vorreinigen. 
Unterirdische Rohrrigolen oder Rigolenquader können problemlos unter gepflasterten Wegen und befahrbaren Bereichen verbaut werden. Um dem Eintrag der umliegenden Bodenschichten in die Rigole vorzubeugen, werden Rigolenkörper häufig in ein Geotextil bzw. Filtervlies eingeschlagen. Die Genehmigungsbehörden legen meistens auch Wert darauf, dass zwischen Sohle der Rigole und dem Grundwasserspiegel ein Abstand von mehreren Dezimetern besteht, damit auf der Sickerstrecke vor Erreichen des Grundwasserkörpers eine gewisse Reinigung eintreten kann. 
Rigolen werden häufig kombiniert mit einem Versickerungsgraben oder Grabenspeicher; auch ist gegebenenfalls eine Art Überlauf in die Kanalisation oder in ein Gewässer erforderlich.

## Aufbau
Es kann zwischen Rigolen aus Schüttmaterial und Rigolen aus Fertigteilen unterschieden werden. Diese unterscheiden sich in der Art, in der das Speichervolumen für den zu versickernden Abfluss bereitgestellt wird. Bei Rigolen aus Fertigteilen wird der Speicherraum durch vorgefertigte Körper bereitgestellt, z. B. Füllkörper aus Kunststoff. Durch einen hohen Speicherkoeffizienten der Fertigteile, ist bei Rigolen aus Fertigteilen das Bruttovolumen der Rigole nur geringfügig größer als das bereitgestellte Speichervolumen. In der Praxis wird zwischen verschiedenen Formen von Rigolen unterschieden:
- Rigolen mit Schüttmaterial
- Kasten- oder Blockrigolen
- Tunnelrigolen
- Mulden-Rigolen-Elemente
- Baumrigolen

### Dimensionierung der Rigole
Die hydraulische Dimensionierung von Rigolen erfolgt auf der Grundlage des DWA-Arbeitsblattes DWA-A 117 „Bemessung von Regenrückhalteräumen“ (2013). Danach erfolgen die Berechnungen entweder nach einem
- einfachen Bemessungsverfahren mittels statistischer Niederschlagsdaten oder durch
- Nachweis der Leistungsfähigkeit mittels Niederschlag-Abfluss-Langzeitsimulation.[4]

Im Regelfall wird das einfache Bemessungsverfahren angewendet. Die Dimensionierung einer Rigole erfolgt für ein 5-jährig wiederkehrendes Niederschlagsereignis, also einen Regen, der statistisch gesehen in fünf Jahren nur einmal auftritt. 
Detaillierte Hinweise zur Bemessung von Versickerungsanlagen enthält das Arbeitsblatt DWA-A 138 „Planung, Bau und Betrieb von Anlagen zur Versickerung von Niederschlagswasser“ (April 2005). Da die Versickerungsebene bei der Rigolenversickerung tiefer als z. B. bei einer Muldenversickerung liegt, muss der Grundwasserflurabstand entsprechend groß sein. 

### Rigole mit Schüttmaterial
Als Füllmaterial einer Rigole kann z. B. Kies (16/32 mm) verwendet werden; andere Materialien, wie etwa Lavagranulat, haben sich gleichfalls bewährt. Bei einer Rigole mit Schüttmaterial limitiert ein hohes Porenvolumen des Füllmaterials ebenso wie die Querschnitte der Sickerrohre und die Abmessungen der Rigole, ihr Speichervolumen. Anders als Kastenrigolen sind mit Material verfüllte Rigolen in der Betriebsphase mit leichten Fahrzeugen befahrbar.

### Kasten- oder Blockrigole
Die Kasten-Rigolen werden aus Kunststoffboxen mit zahlreichen Längs- und Querverstrebungen und zahlreichen Schlitzen und Löchern erstellt. Optisch erinnern diese Boxen an leere Bierkästen oder zusammenklappbare Einkaufskästen. Diese Kastenbauteile sind relativ klein und lassen sich modulartig so aneinanderfügen und stapeln, dass sich daraus unterschiedlich große Rigolen-Anlagen ergeben können. Nach dem Aushub der Grube ist der Einbau recht einfach. Als Nachteil gilt jedoch, dass sie im späteren Betrieb, da mit einer Erdschicht bedeckt, relativ schwer einsehbar sind. Für spätere Inspektionen sind Systemschächte erforderlich, in die Spezialkameras einfahren.

### Tunnelrigole
Sickertunnel, die je nach Höhe auch begehbar sein können, werden aus (allerdings größeren) Modulbausteinen angefertigt; diese sind entweder aus Beton oder aus Kunststoff gefertigt. Die flache und zugleich breitflächige Bauweise ermöglicht meist ein günstiges Verhältnis zwischen Rückhaltevolumen und Sickerfläche. Anders als Kastenrigolen sind in die Landschaft eingebaute Tunnelrigolen in der Regel befahrbar.

### Mulden-Rigolen-Element
Wenn wegen geringer Platzverhältnisse im Untergrund oder schlechter Versickerungseigenschaften der Böden eine reine Muldenversickerung nicht ausreicht, können sie auch mit einer oberirdischen Mulde kombiniert werden. Zur Erhöhung der Leistungsfähigkeit kann anstelle von isolierten Mulden-Rigolen-Elementen auch ein Mulden-Rigolen-System zu Anwendung kommen, in dem verschiedene dieser Elemente vernetzt werden.

### Baum-Rigole
Es handelt sich bei dieser Versickerungstechnik um eine Kombination aus Baumpflanzung und Rigole. Die Speicherfunktion der Rigole soll dabei den Baum mit Wasser speisen, während dieser sowohl den Prozess der Regenwasserbehandlung durch Verdunstung unterstützt als auch zur Gestaltung und zur Steigerung der Lebensqualität beiträgt.
Diese Entwässerungsanlage setzt sich (im einfachsten Fall) aus einem Baum, einer Versickerungsfläche und einer Rigole zusammen. Der Abfluss der zu entwässernden Fläche kann breitflächig oder punktuell der Baumrigole zugeführt werden. Dort kann das Wasser sich über der Versickerungsfläche einstauen und über die Bodenschichten versickern. Im Gegensatz zum normalen Straßenbaum wird hier eine Rigole als Teil des Wurzelraumes genutzt, das in der Rigole gespeicherte Wasser dient dabei der Bewässerung des Baumes.
Zudem wird die für Stadtbäume sonst oft gerade in Trockenzeiten prekäre Wasserversorgung verbessert; zudem wirken der Schattenwurf und die Verdunstungskühle des Baumes der Intensität städtischer Hitzeinseln entgegen. Stadtbäume nehmen weiterhin evtl. vorhandene Nährstoffe wie Nitrat und Phosphat aus dem Wasser auf.

## Betrieb und Wartung
Oberhalb der Rigole kann Gras eingesät werden. Eine Bepflanzung mit tiefwurzelnden Pflanzen ist hingegen auszuschließen; ein evtl. wilder Aufwuchs von Sträuchern und Bäumen muss regelmäßig entfernt werden, da einwachsende Wurzeln Geotextil und Zuleitungen der Rigole schädigen können sowie das Volumen des Rigolenkörpers verringern.
Die Kontrolle von Rigolen sollte ein bis zweimal jährlich stattfinden. Sie beschränkt sich auf die zugänglichen Anlagenteile wie Zuläufe, Kontroll- und Einlaufschächte sowie Sandfang und evtl. Feststoffsammler. Dabei ist eine Reinigung dieser Anlagenteile durchzuführen. Je nach Anlage von Kontrollschächten können Rigolen auch mit selbstfahrenden Kamerawagen o. ä. optisch inspiziert werden.

## Rechtliches
Haus- und Grundeigentümer dürfen auf ihrem Grundstück nicht einfach eine Rigole betreiben. In Deutschland sind derartige Maßnahmen in der Regel genehmigungspflichtig. Die zuständigen Behörden – meist die Untere Wasserbehörde – prüfen vorab die Durchführbarkeit des Vorhabens. In wenigen Bundesländern (z. B. Baden-Württemberg) wird eine vorherige Behandlung des Regenwassers vorgeschrieben. Es ist auch ein ausreichender Abstand zu Gebäuden erforderlich. Wird ein Abstand von sechs Metern unterschritten, ist nachzuweisen, dass in Bezug auf unterkellerte Gebäude der Abstand der Versickerungsanlage von der Außenkante des Fundaments das 1,5-fache der Baugrubentiefe beträgt. Bei nicht unterkellerten Gebäuden wird die Tiefe des Fundamentes anstelle der Baugrubentiefe zur Ermittlung des Abstandes herangezogen. Rigolen dürfen sich nicht über unterirdischen Bauten befinden.